# Jan Hlebowicz

Das Wappen Leliwa der Hlebowicz

Jan Hlebowicz (* Ende des 15. Jahrhunderts; † 1549) war Marschall des Königreichs Polen, Wojewode von Witebsk, Połock und Wilno.
Auch war er Starost von Żyżmory, Mścisław, Bobrujsk und Baryssau sowie Sekretär von Litauen und Kanzler von Litauen.
Jan Hlebowicz war auch für Polen-Litauen im diplomatischen Bereich tätig, besonders in dem Konflikt zwischen Polen-Litauen und dem Großfürstentum Moskau.
Sein Vater war Jerzy Hlebowicz seine Mutter ist nicht bekannt.
Jan Hlebowicz war dreimal verheiratet. In erster Eher heiratete er Anna Bartoszewicz, mit ihr hatte er eine Tochter:
- Jadwiga Hlebowicz

In zweiter Ehe heiratete er Zofia Pietkowicz, mit der er fünf Kinder hatte:
- Stanisław Hlebowicz
- Krystyna Hlebowicz
- Zofia Hlebowicz
- Hanna Hlebowicz
- Elżbieta Hlebowicz

Seine dritte Gattin war Prinzessin Hanna Zasławska. Mit ihr hatte er vier Kinder:	
- Jan Hlebowicz
- Elżbieta Hlebowicz
- Barbara Hlebowicz
- Dorota Hlebowicz